# 南宁兵变
1929年南宁兵变是指1929年10月6日到10月12日，广西教导总队、广西警备第四大队和第五大队等3支中國國民黨桂系军队在邓小平和陈豪人等中國共產黨成员的发动下，在南宁宣布易帜，成为中共直接领导下的革命武装的事件。
1929年10月1日，俞作柏和李明瑞在广西配合张发奎发动反蒋战争，旋即失败。此后，中共迅速控制了南宁的广西教导总队、警备第四大队和第五大队，发动兵变，由张云逸将第四大队和教导总队的一部分转移到右江的百色，俞作豫带第五大队转移到左江的龙州。失败了的俞作柏和李明瑞随第五大队到龙州，邓小平和陈豪人则率军械船和中共大批干部到百色。
兵变的发生，为随后发生的百色起义和龙州起义拉开了序幕，也被认为是邓小平军事生涯的起点。